# Langues omo-tana
Les langues omo-tana sont une branche de la famille des langues couchitiques et sont parlées en Éthiopie, à Djibouti, en Somalie, au Somaliland et au Kenya. La langue omo-tana la plus parlée est le somalien . Il y a un débat quant à savoir si les langues omo-tana forment un seul groupe, ou si elles sont chacune des branches individuelles des langues couchitiques orientales des basses terres. Blench (2006) restreint le nom aux langues occidentales omo-tana et appelle les autres macro-somali, .

## Classification interne
Mauro Tosco (2012) propose la classification interne suivante pour les langues omo-tana. Tosco considère qu’elles sont composées d’une branche occidentale et d’une branche orientale (« somaloïde »), qui est un continuum linguistique de diverses dialectes de langues somaliennes et de langues rendille-boni (voir également les langues macro-somaliennes).
Langues omo-tana
- branche occidentale (« galaboïde »)
  - dhaasanac
  - arbore
  - elmolo (en)
- branche orientale (« somaloïde »)
  - rendille
  - karre (en)-boni (en)
  - tunni (en)–dabarre
  - Ashraf (en)
  - maay (en)
  - somali